# Group Therapy (album của Above & Beyond)
Group Therapy là album phòng thu thứ hai của nhóm trance tiến Anh Above & Beyond. Nó được phát hành vào ngày 06 Tháng Sáu năm 2011 bởi Anjunabeats. Album có sự hợp tác với Zoë Johnston và Richard Bedford. Album có 15 ca khúc.

## Danh sách bài hát
- Được sản xuất bởi Above & Beyond. Sản xuất bổ sung bởi Andrew Bayer.

| STT | Nhan đề                                                          | Sáng tác                                                      | Thời lượng |
| --- | ---------------------------------------------------------------- | ------------------------------------------------------------- | ---------- |
| 1.  | "Filmic"                                                         | Jono Grant, Tony McGuinness, Paavo Siljamäki                  | 3:49       |
| 2.  | "Alchemy" (featuring Zoë Johnston)                               | Grant, McGuinness, Siljamäki, Zoë Johnston                    | 5:17       |
| 3.  | "Sun & Moon" (featuring Richard Bedford)                         | Grant, McGuinness, Siljamäki, Justine Suissa, Sorcha Shepherd | 5:25       |
| 4.  | "You Got to Go" (featuring Zoë Johnston)                         | Grant, McGuinness, Siljamäki, Johnston                        | 5:34       |
| 5.  | "Black Room Boy" (vocals by Tony McGuinness and Richard Bedford) | Grant, McGuinness, Siljamäki, Andrew Bayer, Richard Bedford   | 6:10       |
| 6.  | "Giving It Out" (featuring Zoë Johnston)                         | Grant, McGuinness, Siljamäki, Johnston                        | 3:53       |
| 7.  | "On My Way to Heaven" (featuring Richard Bedford)                | Grant, McGuinness, Siljamäki                                  | 5:58       |
| 8.  | "Prelude"                                                        | Grant, McGuinness, Siljamäki                                  | 5:44       |
| 9.  | "Sun in Your Eyes"                                               | Grant, McGuinness, Siljamäki                                  | 4:50       |
| 10. | "Love Is Not Enough" (featuring Zoë Johnston)                    | Grant, McGuinness, Siljamäki, Bayer                           | 6:33       |
| 11. | "Every Little Beat" (featuring Richard Bedford)                  | Grant, McGuinness, Siljamäki, Bedford                         | 6:00       |
| 12. | "Sweetest Heart" (featuring Zoë Johnston)                        | Grant, McGuinness, Siljamäki, Johnston                        | 3:36       |
| 13. | "Thing Called Love" (featuring Richard Bedford)                  | Grant, McGuinness, Siljamäki                                  | 5:29       |
| 14. | "Only a Few Things" (featuring Zoë Johnston)                     | Grant, McGuinness, Siljamäki, Johnston                        | 5:02       |
| 15. | "Eternal"                                                        | Grant, McGuinness, Siljamäki                                  | 2:53       |

| iTunes UK bonus track | iTunes UK bonus track                                  | iTunes UK bonus track |
| STT                   | Nhan đề                                                | Thời lượng            |
| --------------------- | ------------------------------------------------------ | --------------------- |
| 16.                   | "Sun & Moon" (featuring Richard Bedford) (Beirut Demo) | 7:24                  |

| Amazon UK bonus track & Google Play bonus track | Amazon UK bonus track & Google Play bonus track | Amazon UK bonus track & Google Play bonus track |
| STT                                             | Nhan đề                                         | Thời lượng                                      |
| ----------------------------------------------- | ----------------------------------------------- | ----------------------------------------------- |
| 16.                                             | "With Your Hope"                                | 4:30                                            |

(*) biểu thị sản xuất bổ sung
Có Hạn Phiên Bản Collector của Sách
Tại một lần nhấn của 1.000 bản, Book Group Therapy Collector đã tay có chữ ký của Above & Beyond thành viên Jono, Tony và Paavo và bao gồm:
- 40 trang sách bìa cứng với lời bài hát viết tay, hình ảnh và ghi chú tay áo
- Group Therapy đĩa album
- Đĩa thưởng với nội dung Above & Beyond TV, video âm nhạc của "Sun & Moon" và"Thing Called Love" và một cuộc phỏng vấn 30 phút với các ban nhạc

## Bảng Xếp Hạng
| BXH (2011)       | Vị trí |
| ---------------- | ------ |
| Úc               | 56     |
| Quốc             | 49     |
| Mỹ Billboard 200 | 163    |

## Lịch sử Phát hành
| Khu      | Ngày                | Định Dạng    | Nhãn              |
| -------- | ------------------- | ------------ | ----------------- |
| Quốc     | 6 tháng 6 năm 2011  | CD, tải nhạc | Anjunabeats       |
| Đài Loan | 6 tháng 6 năm 2011  | CD           | High Note Records |
| Hoa Kỳ   | 7 tháng 6 năm 2011  | CD, tải nhạc | Ultra Records     |
| Úc       | 10 tháng 6 năm 2011 | CD           | Central Station   |
| Hà Lan   | 10 tháng 6 năm 2011 | CD           | Ministry of Sound |